# Seznam prací Sørena Kierkegaarda
Søren Kierkegaard psal pod různými pseudonymy, šlo o vědomou hru na skrývání, v rámci níž chtěl své čtěnáře přiblížit subjektivně zakoušené pravdě. Níže uvedená jména jsou tedy pseudonymy, přičemž všechna díla pocházejí z pera Sørena Kierkegaarda.

## Kompletní dílo
- Ze zápisků člověka dosud žijícího. Proti jeho vůli vydává S. Kierkegaard (1838)
- Pojem ironie, se stálým zřetelem k Sókratovi (1841)
- Buď – anebo: Životní zlomek, vydal Viktor Eremita (1843)
- Dvě vzdělavatelné řeči od S. Kierkegaarda (1843)
- Bázeň a chvění. Dialektická lyrika od Johanna Silentia. (1843)
- Opakování. Pokus z oblasti experimentální psychologie od Constantina Constantia. (1843)
- Tři vzdělavatelné řeči od S. Kierkegaarda (1843)
- Čtyři vzdělavatelné řeči od S. Kierkegaarda (1843)
- Dvě vzdělavatelné řeči od S. Kierkegaarda (1844)
- Tři vzdělavatelné řeči od S. Kierkegaarda (1844)
- Filosofické drobky aneb Drobátko filosofie. Napsal Johannes Climacus. Vydává S. Kierkegaard (1844)
- Pojem úzkosti. Úvaha rázu psychologického ve směru dogmatického problému, týkajícího se dědičného hříchu, napsal Vigilius Haufniesis (1844)
- Předmluvy. Kratochvilné čtení pro jednotlivé stavy, podle času a příležitosti, napsal Nikolaus Notabene (1844)
- Čtyři vzdělavatelné řeči od S. Kierkegaarda (1844)
- Tři řeči při smyšlených příležitostech od S. Kierkegaarda (1845)
- Stadia na cestě životem. Úvahy různých lidí. Seřazené, do tisku připravené a vydané od Hilaria Vazače. (1845)
- Osmnáct vzdělavatelných řečí od S. Kierkegaarda (1845)
- Konečný nevědecký dodatek k Filosofickým drobkům. Mimicko-pateticko-dialektická sbírka a existenční příspěvek, napsal Johannes Climacus. Vydal S. Kierkegaard (1846)
- Literární recenze od S. Kierkegaarda (1846)
- Vzdělavatelné řeči v rozmanitém tónu, od S. Kierkegaarda (1847)
- Skutky lásky. Několik křesťanských úvah ve formě řeči, od S. Kierkegaarda (1847)
- Křesťanské řeči, od S. Kierkegaarda (1848)
- Obvyklá i případná krize v životě herečky, od S. Kierkegaarda (1848)
- Celek mého díla z pohledu autora. Přímá komunikace, příspěvek k historii, od S. Kierkegaarda (1848)
- Kvítí polní a pták nebeský. Tři zbožné řeči od S. Kierkegaarda (1849)
- Dvě eticko-náboženská pojednáníčka. Od H.H. (1849)
- Nemoc k smrti. Křesťanská psychologická úvaha ke vzdělávání a probuzení. Napsal Anticlimacus. Vydal S. Kierkegaard (1849)
- „Přední kněz“, „Publikán“, „Hříšnice“, tři řeči při páteční Večeři Páně. Od S. Kierkegaarda (1849)
- Nácvik křesťanství. Napsal Anti-Climacus. Vydal S. Kierkegaard (1850)
- Vzdělavatelná řeč. Od S. Kierkegaarda (1850)
- O mé spisovatelské činnosti. Od S. Kierkegaarda (1851)
- Dvě řeči při Večeři Páně. Od S. Kierkegaarda (1851)
- Ke zkoušení sebe samého, doporučeno současnosti. Od S. Kierkegaarda (1851)
- Suďtě sami! Ke zkoušení sebe samého, doporučeno současnosti. Řada druhá, od S. Kierkegaarda (1851)
- Byl biskup Mynster "jedním ze svědků pravdy", nebo "pravý svědek pravdy" - je toto pravdou ? od S. Kierkegaarda. (První ze série 21 článků v časopise Fædrelandet, jako polemika se smuteční řečí biskupa Martensena.)(1854)
- Toto se musí říct, ať je to tedy řečeno. Od S. Kierkegaarda (1855)
- Okamžik. Od S. Kierkegaarda (1855)
- Co soudí Kristus o oficiálním křesťanství. Od S. Kierkegaarda (1855)
- O boží neproměnnosti. Řeč od S. Kierkegaarda (1855)